# Félix Rodríguez
Félix Dorian Rodríguez (ur. 27 kwietnia 1984 w Bluefields) – nikaraguański piłkarz występujący na pozycji pomocnika, obecnie zawodnik Realu Estelí.

## Kariera klubowa
Rodríguez pochodzi z miasta Bluefields i swoją karierę piłkarską rozpoczynał w tamtejszym zespole Deportivo Bluefields. W pierwszej drużynie spędził dwa lata, jednak nie odniósł z nią większych sukcesów i po spadku klubu do drugiej ligi po sezonie 2008/2009 odszedł do znacznie bardziej utytułowanego Real Estelí FC. Szybko został podstawowym graczem ekipy, najlepszej wówczas w kraju i wywalczył z nią trzy tytuły mistrza Nikaragui z rzędu; w sezonach 2009/2010, 2010/2011 i 2011/2012.

## Kariera reprezentacyjna
W 2009 roku Rodríguez został powołany przez selekcjonera Ramóna Otoniela Olivasa na Złoty Puchar CONCACAF, gdzie jego drużyna nie zdołała wyjść z grupy, natomiast on sam nie rozegrał wówczas ani jednego spotkania. W seniorskiej reprezentacji Nikaragui Rodríguez zadebiutował dopiero 5 września 2010 w przegranym 0:5 meczu towarzyskim z Gwatemalą. Premierowego gola w kadrze narodowej strzelił 21 stycznia 2011 w przegranej 1:2 konfrontacji z tym samym rywalem w ramach Copa Centroamericana. Wziął także udział w eliminacjach do Mistrzostw Świata 2014, podczas których wpisał się na listę strzelców w wygranym 2:0 pojedynku z Dominiką, jednak jego drużyna nie awansowała ostatecznie na mundial.